# John Altman (Komponist)

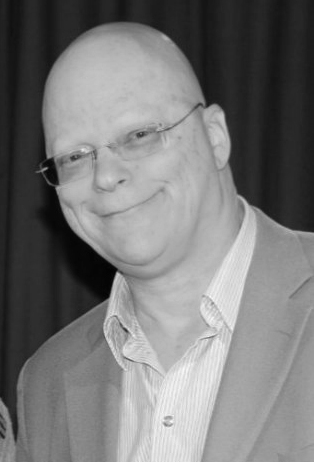
John Altman (2009)

John Altman (* 5. Dezember 1949 in London) ist ein britischer Komponist und Dirigent.

## Leben und Karriere
John Altmans Onkel war der Bandleader Sid Phillips, sein Cousin ist der Schlagzeuger Simon Phillips. Altman begann seine musikalische Karriere als Saxophonist in den späten 1960er-Jahren. Er machte sich insbesondere als Jazzmusiker einen Namen und führt seit Jahrzehnten mit Unterbrechungen seine eigene John Altman Big Band. Er beschränkte sich jedoch nicht nur auf Jazz, sondern arbeitete auch als Arrangeur für bekannte Popmusiker wie Diana Ross, George Michael, Goldie, Björk, Rod Stewart, Tom Jones und Tina Turner. Zudem ist er regelmäßig Gastdirigent bei dem Royal Philharmonic Orchestra.
Als Filmkomponist betätigte sich Altman seit den frühen 1980er-Jahren. Für die Komposition zur Filmbiografie Hear My Song (1991) erhielt er eine Nominierung beim British Academy Film Award in der Kategorie Beste Filmmusik. Anschließend komponierte er bis Mitte der 2000er-Jahre sehr intensiv Musik für verschiedene Film- und Fernsehprojekte, sowohl in den USA als auch in Großbritannien. Bei dem James-Bond-Film GoldenEye war er 1995 anfangs nur Dirigent der Filmmusik, komponierte aber schließlich die Musik zur wichtigen Panzersequenz, nachdem die Filmemacher mit der Arbeit des Hauptkomponisten Éric Serra unzufrieden waren. Seine Arbeit zum Fernsehfilm Citizen Kane – Die Hollywood-Legende brachte ihm im Jahr 2000 einen Emmy Award ein.

## Filmografie (Auswahl)
- 1982: Crystal Gazing
- 1983: Johnny Jarvis (Fernseh-Miniserie, 6 Folgen)
- 1991: Hear My Song
- 1995: James Bond 007 – GoldenEye (GoldenEye; kleinere Sequenzen)
- 1995: Funny Bones – Tödliche Scherze (Funny Bones)
- 1996: Beautiful Thing
- 1997: Heirat nicht ausgeschlossen (The Matchmaker)
- 1998: Little Voice
- 1998: Der Legionär (Legionnaire)
- 1999: Citizen Kane – Die Hollywood-Legende (RKO 281; Fernsehfilm)
- 1999: Vendetta – Das Gesetz der Gewalt (Vendetta)
- 2000: Beautiful Joe
- 2001: Der Pate von New York (Boss of Bosses; Fernsehfilm)
- 2002: Weihnachtsmann wider Willen (Mr. St. Nick; Fernsehfilm)
- 2003: Hope Springs – Die Liebe deines Lebens (Hope Springs)
- 2003: Mrs. Stone und ihr römischer Frühling (The Roman Spring of Mrs. Stone; Fernsehfilm)
- 2004: Clara Harris – Verzweifelte Rache (Suburban Madness)
- 2004: Darf ich bitten? (Shall We Dance?)
- 2008: Akasha Gopuram
- 2015: Shooting Stars (Stummfilm von Anthony Asquith aus dem Jahr 1927)